# 彼得罗·特拉多尼科
彼得罗·特拉多尼科（義大利語：Pietro Tradonico），是第十三任威尼斯总督，伊斯特里亚人，早年是威尼斯的军人。特拉多尼科曾在阿普利亚与阿拉伯人作战，也曾在亚得里亚海攻击斯拉夫海盗，不过并未成功。846年，斯拉夫人还洗劫了威尼斯和考尔莱。在他任内，意大利国王洛泰尔一世承认了威尼斯共和国的独立。他获得了拜占庭Spatharios和Hypatos的称号。他在864年被刺杀身亡。